# Loviatar
Loviatar är i finsk mytologi dödens och sjukdomarnas gudinna. Hon är dotter till Touni och Tuonetar, underjordens kung och drottning. Genom en vind blev hon mor till de nio dödliga sjukdomarna. 